# Maren Collin
Maren Collin po mężu Knickenberg (ur. 20 grudnia 1938 w Würzburgu) – niemiecka lekkoatletka, sprinterka,  wicemistrzyni Europy z 1962. W czasie swojej kariery reprezentowała Republikę Federalną Niemiec.
Startując we wspólnej reprezentacji Niemiec zdobyła srebrny medal w sztafecie sztafecie 4 × 100 metrów (w składzie: Erika Fisch, Martha Pernsberger, Collin i Jutta Heine) na mistrzostwach Europy w 1962 w Belgradzie. Sztafeta ustanowiła wówczas rekord RFN czasem 44,6 s.
Collin była mistrzynią RFN w biegu na 100 metrów w 1961, wicemistrzynią w 1958 i brązową medalistką w 1962. W biegu na 200 metrów była wicemistrzynią w 1961 i brązową medalistką w 1958. Zwyciężyła w sztafecie 4 × 100 metrów w 1961.
W 1963 wyszła za mąż za kolegę z reprezentacji lekkoatletycznej RFN Manfreda Knickenberga.